# SuperPaint

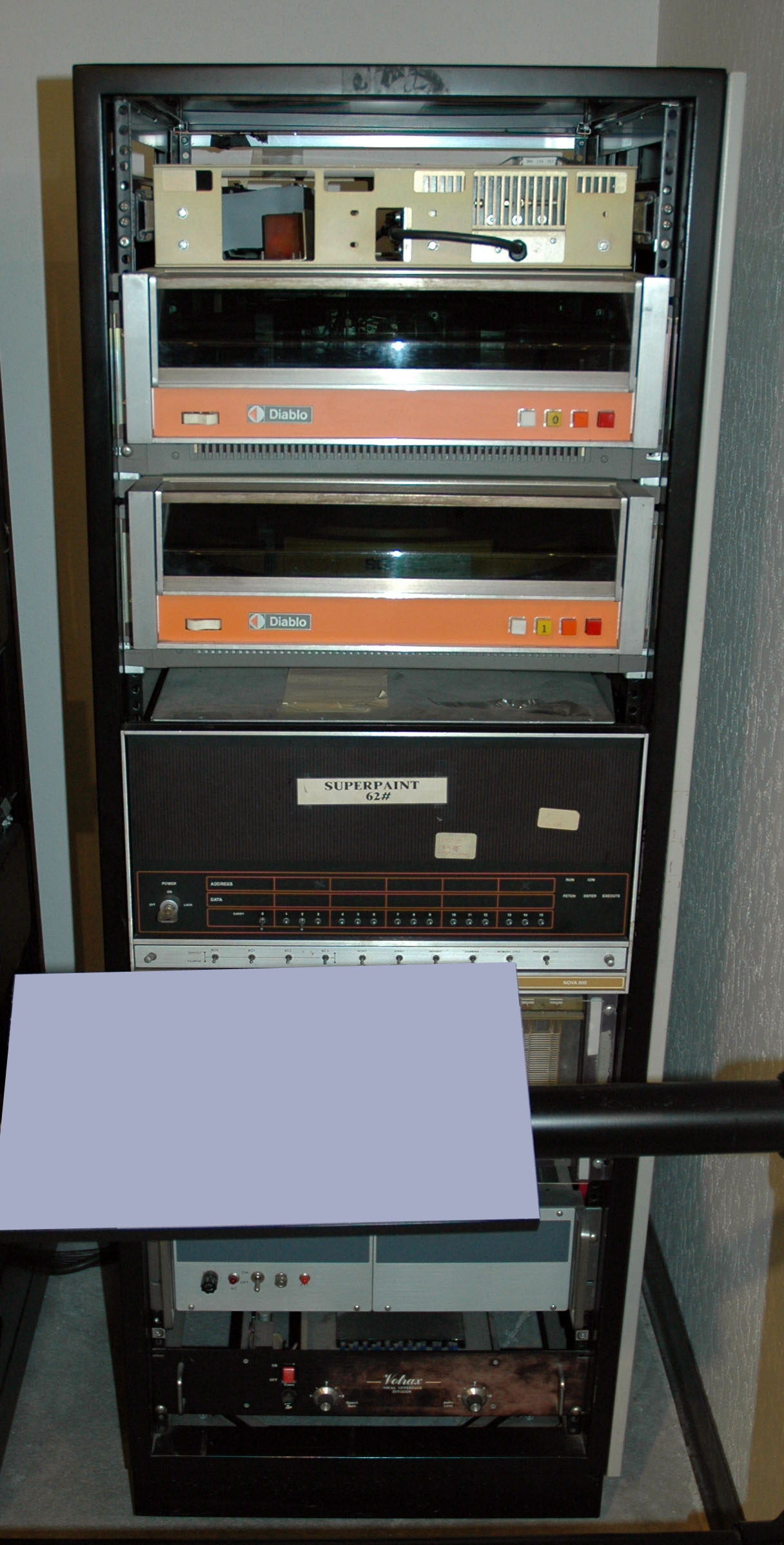
Il computer SuperPaint di Richard Shoup, un Data General Nova 800, conservato al Computer History Museum

SuperPaint era un software grafico e un sistema framebuffer sviluppato da Richard Shoup allo Xerox PARC. Venne per la prima volta concettualizzato nel 1972 e realizzò la sua prima immagine stabile nell'aprile dell'anno dopo.  
Il programma rappresentò uno dei primi utilizzi della tecnologia informatica nell'ambito della creazione di opere d'arte, video editing e animazione al computer, tutte aree importanti all'interno dell'industria dell'intrattenimento.
SuperPaint aveva la capacità di acquisire immagini da un ingresso video standard o combinarle con dati digitali preesistenti. Fu anche il primo programma a impiegare da un lato un'interfaccia grafica per l'utente e l'anti-aliasing, mentre dall'altro funzionalità ormai onnipresenti nei comuni software grafici come la modifica di tonalità, saturazione e valore dei dati grafici, la presenza di una tavolozza di colori preimpostata, poligoni e linee personalizzate, pennelli e matite virtuali e riempimento automatico delle forme.
SuperPaint venne utilizzato a metà degli anni settanta per realizzare grafiche televisive personalizzate per la rete KQED-TV di San Francisco e successivamente animazioni per la missione Pioneer Venus della NASA. A causa delle differenze con la direzione del PARC, Shoup lasciò Xerox nel 1979 fondando la sua azienda Aurora Systems, mentre il collega Alvy Ray Smith andò al New York Institute of Technology. Nel 1980, Smith e altri si unirono alla Industrial Light & Magic, la società di effetti speciali cinematografici di George Lucas, e questo gruppo in seguito fondò la Pixar.